# Mary Midgley
Mary Beatrice Midgley, nata Scrutton (Londra, 13 settembre 1919 – Jesmond, 10 ottobre 2018), è stata una filosofa britannica, docente di filosofia presso l'Università di Newcastle, è conosciuta per il suo lavoro nel campo dell'etica ambientale e per la sua polemica contro il riduzionismo e lo scientismo.

## Biografia
Mary Scrutton (Midgley è il nome da sposata) nasce nel 1919 a Dulwich, un sobborgo ad est di Londra, da Thomas Scrutton e Lesley Hay. I suoi primi anni sono caratterizzati da frequenti traslochi per assecondare le esigenze professionali del padre, pastore anglicano e cappellano del King's College (Cambridge).
Dopo un'infanzia trascorsa principalmente all'aria aperta e gli studi inferiori alla Downe House School di Newbury, la Midgley viene ammessa all'Università di Oxford nel 1938. Il panorama filosofico di quegli anni è caratterizzato dal fermento collegato alla nascita di quella che, successivamente, verrà chiamata Filosofia analitica. I temi del Positivismo logico e di un nuovo Materialismo fanno parte di una discussione più generale tra Oxford e l'Università di Cambridge, tra approcci tradizionali e diverse frontiere della filosofia. Nomi come quello di Bertrand Russell e di Alfred Jules Ayer sono molto presenti nel dibattito dell’epoca e la discussione sulle loro idee porterà la Midgley a maturare la propria posizione futura su certi temi.
Il percorso di laurea di Mary giunge al termine nel 1942, in un contesto caratterizzato da una forte presenza femminile in ambito universitario, legata essenzialmente allo scoppio della Seconda guerra mondiale e alla relativa coscrizione obbligatoria di tutti i cittadini britannici maschi tra i 18 e i 41 anni.
A giudizio della stessa Midgley è stato questo contesto a permettere che filosofe come lei, Iris Murdoch, Elizabeth Anscombe, Philippa Foot e Mary Warnock si facessero un nome all’interno della scena filosofica senza essere oscurate da altri.
Nel 1949 Mary Scrutton diventa assistente di Herbert Hodges all'Università di Reading e nel 1950 si sposa con Geoffrey Midgley, anche lui filosofo. La sua carriera universitaria però non decolla e, con l'arrivo del primo dei suoi tre figli, abbandona l'insegnamento.
L’attività accademica torna nella vita di Mary Midgley nel 1964, quando il Dipartimento di Filosofia dell’Università di Newcastle (dove lavorava il marito) decide di aumentare il numero di professori. A questo periodo risale anche il nuovo interesse di questa filosofa per l'Etologia, che alimenterà un buon numero dei suoi scritti.
La sua produzione saggistica comincia nel 1978 con quello che resterà il suo lavoro più discusso e famoso: Beast and Man. In questo libro, Mary Midgley sostiene la centralità del concetto di Natura umana mettendolo in relazione con il discorso morale e con una forma di ambientalismo nuova per l'epoca.
Le prime pubblicazioni portano a Mary una certa notorietà e moltiplicano gli inviti a conferenze ed eventi in Europa e America. Per questo motivo, nel 1980 decide di andare in pensione per dedicarsi a tempo pieno alla scrittura, cosa che farà fino alla sua morte nel 2018.

## Pensiero
Il pensiero della Midgley può essere interpretato come una forma di antiriduzionismo, teso a mettere in luce i limiti e le problematiche di certe discipline e di alcuni assunti. La sua idea è quella di una realtà non semplificabile oltre un certo limite e dove deve essere riconosciuto il ruolo fondamentale della filosofia, intesa come componente ineliminabile dell’esperienza umana e del pensiero.
Questo concetto viene espresso attraverso la metafora dell’Idraulica Filosofica (“Philosophical Plumbing”), dove il pensiero nella sua stratificazione storica viene paragonato alla rete idrica di una città dove il filosofo è l'idraulico. Questa immagine vuole porsi all'incontro tra la necessità di uno sguardo d’insieme e l’impossibilità dei vari tentativi di creazione di sistemi troppo onnicomprensivi, indicando che l’edificio della conoscenza occidentale è troppo vasto e ramificato per essere gestito in una maniera del tutto univoca e razionale.
Ribadendo il nesso tra l’esperienza di vita e l’attività teoretica, Mary Midgley sostiene che non esistono discipline immuni da miti o in grado di spiegare esaustivamente ogni aspetto della realtà. La scienza, in questo contesto, non fa eccezione e risulta, nelle sue parole, composta da diverse visioni immaginative che vanno a costituire la sua base emotiva. Il simbolismo non è inteso come una forma di errore sistematico da cui liberarsi, ma piuttosto come un modo di intendere i fatti nel loro manifestarsi sempre connesso a significati accessori.
Questo anti-riduzionismo porta la Midgley ad una filosofia morale olistica e in un rapporto molto stretto con la Biologia. Nella sua etica la filosofa cerca di superare una distinzione netta tra uomo e animali, cercando di restituire all'essere umano una continuità con il resto del mondo che si fondi su una base evoluzionistica. Ad un tale contesto va ricondotto anche il suo ambientalismo, basato su una primaria rivalutazione dell’aura del mondo naturale. In quest'ambito, Midgley aderisce alla cosiddetta Ipotesi di Gaia formulata da James Lovelock. Il suo obiettivo è quello di promuovere una sorta di reverenza per la natura, intesa in questo contesto come un’entità autonoma e dotata di un valore intrinseco ai limiti del trascendente. Tale sacralità, secondo la Midgley, può costruirsi autonomamente da ogni struttura di tipo religioso, pur mantenendone alcune caratteristiche.

## Opere
- Beast and Man: The Roots of Human Nature. Routledge, 1978; revised edition 1995. ISBN 0-415-28987-4
- Heart and Mind: The Varieties of Moral Experience. Routledge, 1981. ISBN 0-415-30449-0
- Animals and Why They Matter: A Journey Around the Species Barrier. University of Georgia Press, 1983. ISBN 0-8203-2041-2
- Wickedness: A Philosophical Essay. Routledge, 1984. ISBN 0-415-25398-5
- Con Judith Hughes. Women's Choices: Philosophical Problems Facing Feminism. Weidenfeld and Nicolson, 1983. ISBN 0-312-88791-4
- Evolution as a Religion: Strange Hopes and Stranger Fears. Routledge, 1985; reprinted with new introduction 2002. ISBN 0-415-27832-5 This is dedicated "to the memory of Charles Darwin who never said these things."
- Can't We Make Moral Judgements?. Bristol Press, 1989. ISBN 1-85399-166-X
- Wisdom, Information and Wonder: What Is Knowledge For?. Routledge, 1989. ISBN 0-415-02830-2
- Science As Salvation: A Modern Myth and Its Meaning. Routledge, 1992. ISBN 0-415-10773-3 (also available here as a Gifford Lectures series)
- The Ethical Primate: Humans, Freedom and Morality. Routledge, 1994. ISBN 0-415-13224-X
- Utopias, Dolphins and Computers: Problems of Philosophical Plumbing. Routledge, 1996. ISBN 0-415-13378-5
- Science And Poetry. Routledge, 2001. ISBN 0-415-27632-2
- Myths We Live By. Routledge, 2003. ISBN 0-415-34077-2
- The Owl of Minerva: A Memoir. Routledge, 2005. ISBN 0-415-36788-3 (autobiografia)
- editor. Earthy Realism: The Meaning of Gaia. Imprint Academic, 2007. ISBN 1-84540-080-1
- The Solitary Self: Darwin and the Selfish Gene. Acumen, 2010. ISBN 978-1-84465-253-2
- Are you an Illusion?. Acumen, 2014. ISBN 978-1844657926
- What Is Philosophy For?. Bloomsbury, 2018. ISBN 978-1350051072